# Lucio Giulio Iullo
Lucio Giulio Iullo (fl. V secolo a.C.) è stato un politico romano.

## Biografia
Nel 438 a.C. fu eletto tribuno consolare con Lucio Quinzio Cincinnato, il figlio di Cincinnato dittatore l'anno precedente, e Mamerco Emilio Mamercino. Durante il suo tribunato la colonia di Fidene si ribellò ai romani, cacciò la guarnigione presente a si alleò con il re di Veio Tolumnio, uccidendo poi gli ambasciatori inviati da Roma.
Nel 431 a.C. fu nominato Magister equitum dal dittatore Aulo Postumio Tuberto nella campagna contro Volsci e gli Equi, che si risolse nell'ennesima vittoria per l'esercito romano, celebrato con il trionfo in città.
Nel 430 a.C. fu nominato console con il collega Lucio Papirio Crasso, al suo secondo consolato. Durante il consolato fu firmata una tregua di otto anni con i Volsci.